# Giuseppe Dalla Vedova
Giuseppe Dalla Vedova, född 29 januari 1834 i Padua, död 21 september 1919 i Rom, var en italiensk geograf.

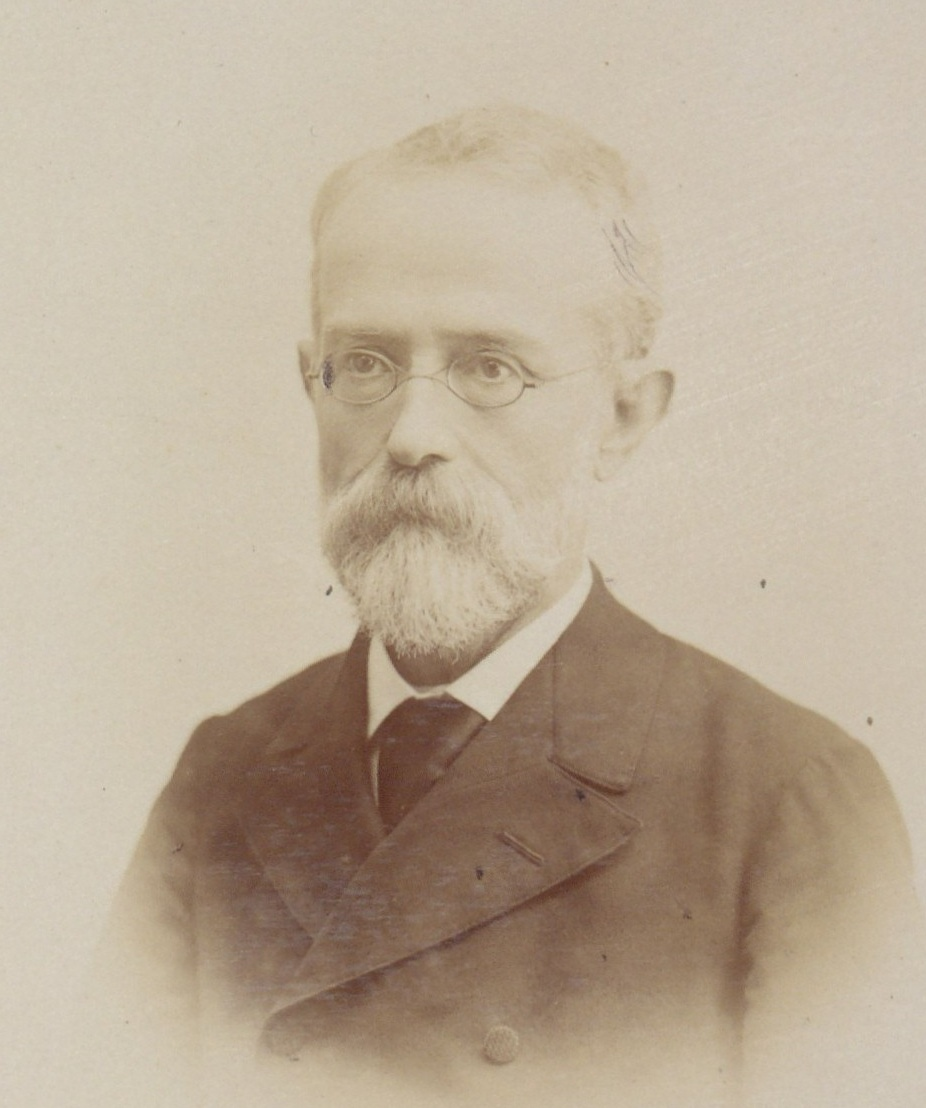
Giuseppe Dalla Vedova in età avanzata

Dalla Vedova blev professor i geografi 1872 vid universitetet i Padua och 1875 vid La Sapienza i Rom. Han var från 1877 sekreterare och från 1900 flera år president vid Società geologica italiana, vars "Bolletino" han redigerade. År 1909 blev han senator.